# Chnaunanthus chapini
Chnaunanthus chapini är en skalbaggsart som beskrevs av Saylor 1937. Chnaunanthus chapini ingår i släktet Chnaunanthus och familjen Melolonthidae. Inga underarter finns listade i Catalogue of Life.